# Frontera, Spanien
Frontera är en kommun i Spanien. Den ligger i provinsen Santa Cruz de Tenerife i den autonoma regionen Kanarieöarna i sydvästra delen av landet, 1 900 km sydväst om huvudstaden Madrid. Antalet invånare är 4 528 (2024). Frontera ligger på ön El Hierro.